# Континентальный кубок по хоккею с шайбой 2018/2019
Континентальный кубок по хоккею с шайбой 2018/19 — 22-й розыгрыш Континентального кубка под эгидой ИИХФ, который прошёл с 28 сентября 2018 года по 13 января 2019 года.

## Участвующие команды
В розыгрыше Континентального кубка по хоккею с шайбой 2018/2019 года приняли участие 17 команд из 17 стран. 4 команды начали турнир с первого раунда, 7 — со второго и 6 — с третьего. В суперфинал вышли команды, занявшие первые и вторые места на третьем этапе.
| Раунд        | Группа | Дата                  | Место проведения | Команды                                                                       |
| ------------ | ------ | --------------------- | ---------------- | ----------------------------------------------------------------------------- |
| Первый раунд | A      | 28 — 30 сентября 2018 | София            | Ирбис-Скейт ХК Акюрейри Зейтинбурну ХК Бат-Ям                                 |
| Второй раунд | B      | 19 — 21 октября 2018  | Ренон            | Риттен Спорт МАК Будапешт Акрони Есенице Црвена Звезда                        |
| Второй раунд | C      | 19 — 21 октября 2018  | Рига             | Курбадс Донбасс Чури Урдин Победитель группы A                                |
| Третий раунд | D      | 16 — 18 ноября 2018   | Лион             | Лион Арлан Гомель Победитель группы C                                         |
| Третий раунд | E      | 15 — 17 ноября 2018   | Белфаст          | Белфаст Джайантс Катовице Медвешчак Победитель группы B                       |
| Суперфинал   | F      | 11 — 13 января 2019   | Белфаст          | Победитель группы D Победитель группы E 2-е место группы D 2-е место группы E |

## Первый раунд
Матчи первого раунда прошли с 28 по 30 сентября 2018 года в Софии, Болгария. Победитель группы вышел во второй раунд.
|  | Команда, выходящая во второй раунд |

### Группа A
| М | Команда     | И | В | ВО | ПО | П | ШЗ | ШП | РШ  | О |
| - | ----------- | - | - | -- | -- | - | -- | -- | --- | - |
| 1 | ХК Акюрейри | 3 | 2 | 1  | 0  | 0 | 13 | 5  | +8  | 8 |
| 2 | Ирбис-Скейт | 3 | 2 | 0  | 1  | 0 | 17 | 8  | +9  | 7 |
| 3 | Зейтинбурну | 3 | 1 | 0  | 0  | 2 | 7  | 11 | -4  | 3 |
| 4 | ХК Бат-Ям   | 3 | 0 | 0  | 0  | 3 | 1  | 14 | -13 | 0 |

Время местное (UTC+3).
| 28 сентября 2018 16:00 | Зейтинбурну | 4 : 0 (1:0, 2:0, 1:0) | ХК Бат-Ям | Зимний дворец спорта, София Зрителей: 50 |

| Отчёт | Отчёт                    | Отчёт   | Отчёт                        | Отчёт                                                                   |
| --- | ------------------------ | ------- | ---------------------------- | ----------------------------------------------------------------------- |
| |                          |         |                              |                                                                         |
| | Илья Рахно — 00:00-60:00 | Вратари | 00:00-60:00 — Максим Гохберг | Судья: Никлас Лундсгаард Линейные судьи: Кирил Пейчинов Лучезар Стоянов |
| | Голы:                    |         |                              | Судья: Никлас Лундсгаард Линейные судьи: Кирил Пейчинов Лучезар Стоянов |
| Серкан Гюмюш — 17:37 (Юсуф Халил, Максимилиан Димитровичи) Юсуф Халил — 25:25 (бол.) (Сергей Черненко, Иван Ничипоренко) Юсуф Халил — 26:47 (Алихан Демирер) Сергей Черненко — 48:34 (бол.) (Иван Ничипоренко, Серкан Гюмюш) | 1:0 2:0 3:0 4:0          |         |                              | Судья: Никлас Лундсгаард Линейные судьи: Кирил Пейчинов Лучезар Стоянов |
| |                          |         |                              | Судья: Никлас Лундсгаард Линейные судьи: Кирил Пейчинов Лучезар Стоянов |
| |                          |         |                              | Судья: Никлас Лундсгаард Линейные судьи: Кирил Пейчинов Лучезар Стоянов |
| |                          |         |                              | Судья: Никлас Лундсгаард Линейные судьи: Кирил Пейчинов Лучезар Стоянов |
| 12 мин | Штраф                    | 16 мин  |                              | Судья: Никлас Лундсгаард Линейные судьи: Кирил Пейчинов Лучезар Стоянов |
| |                          |         |                              |                                                                         |
| | 33                       | Броски  | 17                           |                                                                         |

| 28 сентября 2018 20:00 | ХК Акюрейри | 5 : 4(Б) (2:2, 1:0, 1:2, 0:0, 1:0) | Ирбис-Скейт | Зимний дворец спорта, София Зрителей: 563 |

| Отчёт  | Отчёт                               | Отчёт   | Отчёт                       | Отчёт                                                                  |
| ------ | ----------------------------------- | ------- | --------------------------- | ---------------------------------------------------------------------- |
|        |                                     |         |                             |                                                                        |
|        | Адам Букебоом — 00:00-65:00         | Вратари | 00:00-64:48 — Денис Зубарев | Судья: Антон Хладченко Линейные судьи: Мартин Бояджиев Василий Василев |
|        | Голы:                               |         |                             | Судья: Антон Хладченко Линейные судьи: Мартин Бояджиев Василий Василев |
|        | 0:1 0:2 1:2 2:2 3:2 4:2 4:3 4:4 5:4 |         |                             | Судья: Антон Хладченко Линейные судьи: Мартин Бояджиев Василий Василев |
|        |                                     |         |                             | Судья: Антон Хладченко Линейные судьи: Мартин Бояджиев Василий Василев |
|        |                                     |         |                             | Судья: Антон Хладченко Линейные судьи: Мартин Бояджиев Василий Василев |
|        |                                     |         |                             | Судья: Антон Хладченко Линейные судьи: Мартин Бояджиев Василий Василев |
| 12 мин | Штраф                               | 18 мин  |                             | Судья: Антон Хладченко Линейные судьи: Мартин Бояджиев Василий Василев |
|        |                                     |         |                             |                                                                        |
|        | 28                                  | Броски  | 38                          |                                                                        |

| 29 сентября 2018 14:00 | Ирбис-Скейт | 8 : 1 (2:1, 2:0, 4:0) | ХК Бат-Ям | Зимний дворец спорта, София Зрителей: 250 |

| Отчёт                                              | Отчёт                              | Отчёт                               | Отчёт                        | Отчёт                                                                 |
| -------------------------------------------------- | ---------------------------------- | ----------------------------------- | ---------------------------- | --------------------------------------------------------------------- |
|                                                    |                                    |                                     |                              |                                                                       |
|                                                    | Денис Зубарев — 00:00-60:00        | Вратари                             | 00:00-60:00 — Максим Гохберг | Судья: Небойса Иванов Линейные судьи: Мартин Бояджиев Василий Василев |
|                                                    | Голы:                              |                                     |                              | Судья: Небойса Иванов Линейные судьи: Мартин Бояджиев Василий Василев |
| Андрей Шевелёв - 06:49 (Душан Хроми, Эдуард Орлов) | 0:1 :1 2:1 3:1 4:1 5:1 6:1 7:1 8:1 | 03:27 - Илья Спектор (Артём Верный) |                              | Судья: Небойса Иванов Линейные судьи: Мартин Бояджиев Василий Василев |
|                                                    |                                    |                                     |                              | Судья: Небойса Иванов Линейные судьи: Мартин Бояджиев Василий Василев |
|                                                    |                                    |                                     |                              | Судья: Небойса Иванов Линейные судьи: Мартин Бояджиев Василий Василев |
|                                                    |                                    |                                     |                              | Судья: Небойса Иванов Линейные судьи: Мартин Бояджиев Василий Василев |
| 10 мин                                             | Штраф                              | 10 мин                              |                              | Судья: Небойса Иванов Линейные судьи: Мартин Бояджиев Василий Василев |
|                                                    |                                    |                                     |                              |                                                                       |
|                                                    | 35                                 | Броски                              | 19                           |                                                                       |

| 29 сентября 2018 18:00 | Зейтинбурну | 1 : 6 (0:2, 1:3, 0:1) | ХК Акюрейри | Зимний дворец спорта, София Зрителей: 213 |

| Отчёт  | Отчёт                       | Отчёт   | Отчёт                       | Отчёт                                                                   |
| ------ | --------------------------- | ------- | --------------------------- | ----------------------------------------------------------------------- |
|        |                             |         |                             |                                                                         |
|        | Илья Рахно — 00:00-60:00    | Вратари | 00:00-60:00 — Адам Букебоом | Судья: Никлас Лундсгаард Линейные судьи: Кирил Пейчинов Лучезар Стоянов |
|        | Голы:                       |         |                             | Судья: Никлас Лундсгаард Линейные судьи: Кирил Пейчинов Лучезар Стоянов |
|        | 0:1 0:2 0:3 1:3 1:4 1:5 1:6 |         |                             | Судья: Никлас Лундсгаард Линейные судьи: Кирил Пейчинов Лучезар Стоянов |
|        |                             |         |                             | Судья: Никлас Лундсгаард Линейные судьи: Кирил Пейчинов Лучезар Стоянов |
|        |                             |         |                             | Судья: Никлас Лундсгаард Линейные судьи: Кирил Пейчинов Лучезар Стоянов |
|        |                             |         |                             | Судья: Никлас Лундсгаард Линейные судьи: Кирил Пейчинов Лучезар Стоянов |
| 14 мин | Штраф                       | 8 мин   |                             | Судья: Никлас Лундсгаард Линейные судьи: Кирил Пейчинов Лучезар Стоянов |
|        |                             |         |                             |                                                                         |
|        | 15                          | Броски  | 29                          |                                                                         |

| 30 сентября 2018 14:00 | ХК Бат-Ям | 0 : 2 (0:0, 0:2, 0:0) | ХК Акюрейри | Зимний дворец спорта, София Зрителей: 150 |

| Отчёт  | Отчёт                        | Отчёт | Отчёт                       | Отчёт                                                                 |
| ------ | ---------------------------- | --- | --------------------------- | --------------------------------------------------------------------- |
|        |                              | |                             |                                                                       |
|        | Максим Гохберг — 00:00-60:00 | Вратари | 00:00-60:00 — Адам Букебоом | Судья: Небойса Иванов Линейные судьи: Мартин Бояджиев Василий Василев |
|        | Голы:                        | |                             | Судья: Небойса Иванов Линейные судьи: Мартин Бояджиев Василий Василев |
|        | 0:1 0:2                      | 21:20 - Йон Гисласон (Хафтхор Сигрунарсон, Рунар Рунарссон) 30:31 - Йохан Лейфссон (Йон Гисласон, Юсси Сиппонен) |                             | Судья: Небойса Иванов Линейные судьи: Мартин Бояджиев Василий Василев |
|        |                              | |                             | Судья: Небойса Иванов Линейные судьи: Мартин Бояджиев Василий Василев |
|        |                              | |                             | Судья: Небойса Иванов Линейные судьи: Мартин Бояджиев Василий Василев |
|        |                              | |                             | Судья: Небойса Иванов Линейные судьи: Мартин Бояджиев Василий Василев |
| 28 мин | Штраф                        | 4 мин |                             | Судья: Небойса Иванов Линейные судьи: Мартин Бояджиев Василий Василев |
|        |                              | |                             |                                                                       |
|        | 14                           | Броски | 28                          |                                                                       |

| 30 сентября 2018 18:00 | Ирбис-Скейт | 5 : 2 (3:1, 0:1, 2:0) | Зейтинбурну | Зимний дворец спорта, София Зрителей: 619 |

| Отчёт | Отчёт                       | Отчёт | Отчёт                                  | Отчёт                                                                 |
| --- | --------------------------- | --- | -------------------------------------- | --------------------------------------------------------------------- |
| |                             | |                                        |                                                                       |
| | Денис Зубарев — 00:00-60:00 | Вратари | 00:00-56:30 57:05-60:00 — Толга Бозачи | Судья: Антон Хладченко Линейные судьи: Кирил Пейчинов Лучезар Стоянов |
| | Голы:                       | |                                        | Судья: Антон Хладченко Линейные судьи: Кирил Пейчинов Лучезар Стоянов |
| Станислав Мухачёв (мен.) — 05:28 (Андрей Тюрин) Томислав Георгиев — 06:57 (Янаки Гатчев, Васил Бачваров) Лукас Бустин (бол.) — 19:12 Станислав Мухачёв — 41:34 (Макар Перминов) Эдуард Орлов (п.в.) — 57:05 | 1:0 2:0 2:1 3:1 3:2 4:2 5:2 | 16:34 - Серкан Гюмюш (мен.) (Иван Ничипоренко) 39:16 - Максимилиан Димитровичи (Артём Хохолёв, Сергей Черненко) |                                        | Судья: Антон Хладченко Линейные судьи: Кирил Пейчинов Лучезар Стоянов |
| |                             | |                                        | Судья: Антон Хладченко Линейные судьи: Кирил Пейчинов Лучезар Стоянов |
| |                             | |                                        | Судья: Антон Хладченко Линейные судьи: Кирил Пейчинов Лучезар Стоянов |
| |                             | |                                        | Судья: Антон Хладченко Линейные судьи: Кирил Пейчинов Лучезар Стоянов |
| 12 мин | Штраф                       | 14 мин |                                        | Судья: Антон Хладченко Линейные судьи: Кирил Пейчинов Лучезар Стоянов |
| |                             | |                                        |                                                                       |
| | 23                          | Броски | 22                                     |                                                                       |

## Второй раунд
Матчи второго раунда прошли с 19 по 21 октября 2018 года в Реноне (Италия) и Риге (Латвия). Победители групп вышли в третий раунд.
|  | Команды, вышедшие в третий раунд |

### Группа В
| М | Команда        | И | В | ВО | ПО | П | ШЗ | ШП | РШ  | О |
| - | -------------- | - | - | -- | -- | - | -- | -- | --- | - |
| 1 | Риттен Спорт   | 3 | 3 | 0  | 0  | 0 | 16 | 6  | +10 | 9 |
| 2 | Акрони Есенице | 3 | 1 | 0  | 1  | 1 | 6  | 11 | -5  | 4 |
| 3 | МАК Будапешт   | 3 | 1 | 0  | 0  | 2 | 12 | 8  | +4  | 3 |
| 4 | Црвена Звезда  | 3 | 0 | 1  | 0  | 2 | 6  | 15 | -9  | 2 |

Время местное (летнее) (UTC+2)
| 19 октября 2018 16:00 | МАК Будапешт | 8 : 0 (1:0, 6:0, 1:0) | Црвена Звезда | Арена Риттен, Ренон Зрителей: 75 |

| Отчёт | Отчёт                     | Отчёт   | Отчёт                          | Отчёт                                                                          |
| ----- | ------------------------- | ------- | ------------------------------ | ------------------------------------------------------------------------------ |
|       |                           |         |                                |                                                                                |
|       | Бенце Балиж - 00:00-60:00 | Вратари | 00:00-60:00 - Арсение Ранкович | Судьи: Марис Локанс Алексей Рощин Линейные судьи: Алессио Бедана Антонио Пирас |
|       |                           |         |                                | Судьи: Марис Локанс Алексей Рощин Линейные судьи: Алессио Бедана Антонио Пирас |
|       |                           |         |                                | Судьи: Марис Локанс Алексей Рощин Линейные судьи: Алессио Бедана Антонио Пирас |
|       |                           |         |                                | Судьи: Марис Локанс Алексей Рощин Линейные судьи: Алессио Бедана Антонио Пирас |
|       |                           |         |                                | Судьи: Марис Локанс Алексей Рощин Линейные судьи: Алессио Бедана Антонио Пирас |
|       |                           |         |                                | Судьи: Марис Локанс Алексей Рощин Линейные судьи: Алессио Бедана Антонио Пирас |
| 8 мин | Штраф                     | 16 мин  |                                | Судьи: Марис Локанс Алексей Рощин Линейные судьи: Алессио Бедана Антонио Пирас |
|       |                           |         |                                |                                                                                |
|       | 47                        | Броски  | 19                             |                                                                                |

| 19 октября 2018 20:00 | Акрони Есенице | 1 : 6 (0:3, 1:3, 0:0) | Риттен Спорт | Арена Риттен, Ренон Зрителей: 812 |

| Отчёт | Отчёт | Отчёт  | Отчёт | Отчёт                                                                                 |
| ----- | ----- | ------ | ----- | ------------------------------------------------------------------------------------- |
|       |       |        |       |                                                                                       |
|       |       |        |       | Судьи: Стефан Зигель Тим Цирциганис Линейные судьи: Маттиас Кристели Пьеро Джакомоцци |
|       |       |        |       |                                                                                       |
|       |       |        |       |                                                                                       |
|       |       |        |       |                                                                                       |
|       |       |        |       |                                                                                       |
|       |       |        |       |                                                                                       |
| 8 мин | Штраф | 35 мин |       |                                                                                       |
|       |       |        |       |                                                                                       |
|       | 40    | Броски | 27    |                                                                                       |

| 20 октября 2018 16:00 | МАК Будапешт | 3 : 4 (0:1, 2:2, 1:1) | Акрони Есенице | Арена Риттен, Ренон Зрителей: 120 |

| Отчёт  | Отчёт | Отчёт  | Отчёт | Отчёт                                                                               |
| ------ | ----- | ------ | ----- | ----------------------------------------------------------------------------------- |
|        |       |        |       |                                                                                     |
|        |       |        |       | Судьи: Алексей Рощин Тим Цирциганис Линейные судьи: Алессио Бедана Пьеро Джакомоцци |
|        |       |        |       |                                                                                     |
|        |       |        |       |                                                                                     |
|        |       |        |       |                                                                                     |
|        |       |        |       |                                                                                     |
|        |       |        |       |                                                                                     |
| 10 мин | Штраф | 18 мин |       |                                                                                     |
|        |       |        |       |                                                                                     |
|        | 32    | Броски | 21    |                                                                                     |

| 20 октября 2018 20:00 | Риттен Спорт | 6 : 4 (2:1, 0:2, 4:1) | Црвена Звезда | Арена Риттен, Ренон Зрителей: 900 |

| Отчёт | Отчёт | Отчёт  | Отчёт | Отчёт                                                                            |
| ----- | ----- | ------ | ----- | -------------------------------------------------------------------------------- |
|       |       |        |       |                                                                                  |
|       |       |        |       | Судьи: Марис Локанс Стефан Зигель Линейные судьи: Маттиас Кристели Антонио Пирас |
|       |       |        |       |                                                                                  |
|       |       |        |       |                                                                                  |
|       |       |        |       |                                                                                  |
|       |       |        |       |                                                                                  |
|       |       |        |       |                                                                                  |
| 2 мин | Штраф | 14 мин |       |                                                                                  |
|       |       |        |       |                                                                                  |
|       | 58    | Броски | 22    |                                                                                  |

| 21 октября 2018 14:00 | Црвена Звезда | 2 : 1(ОТ) (0:0, 0:0, 1:1, 1:0) | Акрони Есенице | Арена Риттен, Ренон Зрителей: 51 |

| Отчёт  | Отчёт | Отчёт  | Отчёт | Отчёт                                                                              |
| ------ | ----- | ------ | ----- | ---------------------------------------------------------------------------------- |
|        |       |        |       |                                                                                    |
|        |       |        |       | Судьи: Алексей Рощин Тим Цирциганис Линейные судьи: Пьеро Джакомоцци Антонио Пирас |
|        |       |        |       |                                                                                    |
|        |       |        |       |                                                                                    |
|        |       |        |       |                                                                                    |
|        |       |        |       |                                                                                    |
|        |       |        |       |                                                                                    |
| 10 мин | Штраф | 8 мин  |       |                                                                                    |
|        |       |        |       |                                                                                    |
|        | 18    | Броски | 46    |                                                                                    |

| 21 октября 2018 18:00 | Риттен Спорт | 4 : 1 (2:0, 1:1, 1:0) | МАК Будапешт | Арена Риттен, Ренон Зрителей: 825 |

| Отчёт  | Отчёт | Отчёт  | Отчёт | Отчёт                                                                             |
| ------ | ----- | ------ | ----- | --------------------------------------------------------------------------------- |
|        |       |        |       |                                                                                   |
|        |       |        |       | Судьи: Марис Локанс Стефан Зигель Линейные судьи: Алессио Бедана Маттиас Кристели |
|        |       |        |       |                                                                                   |
|        |       |        |       |                                                                                   |
|        |       |        |       |                                                                                   |
|        |       |        |       |                                                                                   |
|        |       |        |       |                                                                                   |
| 16 мин | Штраф | 14 мин |       |                                                                                   |
|        |       |        |       |                                                                                   |
|        | 32    | Броски | 50    |                                                                                   |

### Группа C
| М | Команда     | И | В | ВО | ПО | П | ШЗ | ШП | РШ  | О |
| - | ----------- | - | - | -- | -- | - | -- | -- | --- | - |
| 1 | Курбадс     | 3 | 0 | 0  | 0  | 0 | 19 | 4  | +15 | 9 |
| 2 | Донбасс     | 3 | 2 | 0  | 0  | 1 | 13 | 7  | +6  | 6 |
| 3 | ХК Акюрейри | 3 | 1 | 0  | 0  | 2 | 8  | 17 | -9  | 3 |
| 4 | Чури Урдин  | 3 | 0 | 0  | 0  | 3 | 5  | 17 | -12 | 0 |

Время местное (летнее) (UTC+3).
| 19 октября 2018 15:30 | Чури Урдин | 2 : 6 (0:2, 2:3, 0:1) | Донбасс | Ледовый холл Курбадc, Рига Зрителей: 160 |

| Отчёт  | Отчёт | Отчёт  | Отчёт | Отчёт                                                                          |
| ------ | ----- | ------ | ----- | ------------------------------------------------------------------------------ |
|        |       |        |       |                                                                                |
|        |       |        |       | Судьи: Джордже Фазекаш Алекс Лаццери Линейные судьи: Улдис Бусс Аргис Озолиньш |
|        |       |        |       |                                                                                |
|        |       |        |       |                                                                                |
|        |       |        |       |                                                                                |
|        |       |        |       |                                                                                |
|        |       |        |       |                                                                                |
| 31 мин | Штраф | 51 мин |       |                                                                                |
|        |       |        |       |                                                                                |
|        | 19    | Броски | 47    |                                                                                |

| 19 октября 2018 19:30 | Курбадс | 9 : 2 (3:0, 4:1, 2:1) | ХК Акюрейри | Ледовый холл Курбадc, Рига Зрителей: 173 |

| Отчёт | Отчёт | Отчёт  | Отчёт | Отчёт                                                                      |
| ----- | ----- | ------ | ----- | -------------------------------------------------------------------------- |
|       |       |        |       |                                                                            |
|       |       |        |       | Судьи: Миха Байт Марк Кокаи Линейные судьи: Андрей Яковлев Вистурс Левалдс |
|       |       |        |       |                                                                            |
|       |       |        |       |                                                                            |
|       |       |        |       |                                                                            |
|       |       |        |       |                                                                            |
|       |       |        |       |                                                                            |
| 4 мин | Штраф | 4 мин  |       |                                                                            |
|       |       |        |       |                                                                            |
|       | 68    | Броски | 20    |                                                                            |

| 20 октября 2018 14:00 | Донбасс | 6 : 3 (1:1, 1:1, 4:1) | ХК Акюрейри | Ледовый холл Курбадc, Рига Зрителей: 75 |

| Отчёт | Отчёт | Отчёт  | Отчёт | Отчёт                                                                          |
| ----- | ----- | ------ | ----- | ------------------------------------------------------------------------------ |
|       |       |        |       |                                                                                |
|       |       |        |       | Судьи: Марк Кокаи Алекс Лаццери Линейные судьи: Вистурс Левалдс Аргис Озолиньш |
|       |       |        |       |                                                                                |
|       |       |        |       |                                                                                |
|       |       |        |       |                                                                                |
|       |       |        |       |                                                                                |
|       |       |        |       |                                                                                |
| 0 мин | Штраф | 20 мин |       |                                                                                |
|       |       |        |       |                                                                                |
|       | 60    | Броски | 12    |                                                                                |

| 20 октября 2018 18:00 | Курбадс | 8 : 1 (2:0, 5:1, 1:0) | Чури Урдин | Ледовый холл Курбадc, Рига Зрителей: 750 |

| Отчёт  | Отчёт | Отчёт  | Отчёт | Отчёт                                                                      |
| ------ | ----- | ------ | ----- | -------------------------------------------------------------------------- |
|        |       |        |       |                                                                            |
|        |       |        |       | Судьи: Миха Байт Джордже Фазекаш Линейные судьи: Улдис Бусс Андрей Яковлев |
|        |       |        |       |                                                                            |
|        |       |        |       |                                                                            |
|        |       |        |       |                                                                            |
|        |       |        |       |                                                                            |
|        |       |        |       |                                                                            |
| 10 мин | Штраф | 16 мин |       |                                                                            |
|        |       |        |       |                                                                            |
|        | 54    | Броски | 14    |                                                                            |

| 21 октября 2018 14:00 | ХК Акюрейри | 3 : 2 (0:0, 1:1, 2:1) | Чури Урдин | Ледовый холл Курбадc, Рига Зрителей: 63 |

| Отчёт  | Отчёт | Отчёт  | Отчёт | Отчёт                                                                          |
| ------ | ----- | ------ | ----- | ------------------------------------------------------------------------------ |
|        |       |        |       |                                                                                |
|        |       |        |       | Судьи: Марк Кокаи Алекс Лаццери Линейные судьи: Андрей Яковлев Вистурс Левалдс |
|        |       |        |       |                                                                                |
|        |       |        |       |                                                                                |
|        |       |        |       |                                                                                |
|        |       |        |       |                                                                                |
|        |       |        |       |                                                                                |
| 10 мин | Штраф | 4 мин  |       |                                                                                |
|        |       |        |       |                                                                                |
|        | 39    | Броски | 37    |                                                                                |

| 21 октября 2018 18:00 | Донбасс | 1 : 2 (0:0, 0:2, 1:0) | Курбадс | Ледовый холл Курбадc, Рига Зрителей: 968 |

| Отчёт | Отчёт | Отчёт  | Отчёт | Отчёт                                                                      |
| ----- | ----- | ------ | ----- | -------------------------------------------------------------------------- |
|       |       |        |       |                                                                            |
|       |       |        |       | Судьи: Миха Байт Джордже Фазекаш Линейные судьи: Улдис Бусс Аргис Озолиньш |
|       |       |        |       |                                                                            |
|       |       |        |       |                                                                            |
|       |       |        |       |                                                                            |
|       |       |        |       |                                                                            |
|       |       |        |       |                                                                            |
| 8 мин | Штраф | 8 мин  |       |                                                                            |
|       |       |        |       |                                                                            |
|       | 27    | Броски | 27    |                                                                            |

## Третий раунд
Матчи третьего раунда прошли с 15 по 18 ноября 2018 года в Лионе (Франция) и Белфасте (Великобритания). Команды, занявшие первые два места в группах, вышли в суперфинал.
|  | Команды, вышедшие в суперфинал |

### Группа D
| М | Команда | И | В | ВО | ПО | П | ШЗ | ШП | РШ | О |
| - | ------- | - | - | -- | -- | - | -- | -- | -- | - |
| 1 | Арлан   | 3 | 1 | 2  | 0  | 0 | 9  | 4  | +5 | 7 |
| 2 | Гомель  | 3 | 2 | 0  | 0  | 1 | 8  | 6  | +2 | 6 |
| 3 | Курбадс | 3 | 1 | 0  | 1  | 1 | 8  | 12 | -4 | 4 |
| 4 | Лион    | 3 | 0 | 0  | 1  | 2 | 4  | 7  | -3 | 1 |

Время местное (UTC+1).
| 16 ноября 2018 14:30 | Гомель | 6 : 2 (3:0, 1:2, 2:0) | Курбадс | Ледовая арена Шарлемань, Лион Зрителей: 105 |

| Отчёт | Отчёт | Отчёт  | Отчёт | Отчёт                                                                          |
| ----- | ----- | ------ | ----- | ------------------------------------------------------------------------------ |
|       |       |        |       |                                                                                |
|       |       |        |       | Судьи: Павел Халас юн. Лукас Кольмюллер Линейные судьи: Жереми Души Гийом Жели |
|       |       |        |       |                                                                                |
|       |       |        |       |                                                                                |
|       |       |        |       |                                                                                |
|       |       |        |       |                                                                                |
|       |       |        |       |                                                                                |
| 8 мин | Штраф | 34 мин |       |                                                                                |
|       |       |        |       |                                                                                |
|       | 40    | Броски | 24    |                                                                                |

| 16 ноября 2018 20:30 | Лион | 1 : 2(Б) (0:1, 1:0, 0:0, 0:0, 0:1) | Арлан | Ледовая арена Шарлемань, Лион Зрителей: 2224 |

| Отчёт | Отчёт | Отчёт  | Отчёт | Отчёт                                                                                 |
| ----- | ----- | ------ | ----- | ------------------------------------------------------------------------------------- |
|       |       |        |       |                                                                                       |
|       |       |        |       | Судьи: Кшиштоф Козловский Миро Смердель Линейные судьи: Гвилерм Маргри Фредерик Пёрье |
|       |       |        |       |                                                                                       |
|       |       |        |       |                                                                                       |
|       |       |        |       |                                                                                       |
|       |       |        |       |                                                                                       |
|       |       |        |       |                                                                                       |
| 6 мин | Штраф | 12 мин |       |                                                                                       |
|       |       |        |       |                                                                                       |
|       | 30    | Броски | 30    |                                                                                       |

| 17 ноября 2018 15:00 | Арлан | 4 : 3(ОТ) (1:2, 1:0, 1:1, 1:0) | Курбадс | Ледовая арена Шарлемань, Лион Зрителей: 112 |

| Отчёт  | Отчёт | Отчёт  | Отчёт | Отчёт                                                                           |
| ------ | ----- | ------ | ----- | ------------------------------------------------------------------------------- |
|        |       |        |       |                                                                                 |
|        |       |        |       | Судьи: Лукас Кольмюллер Миро Смердель Линейные судьи: Гийом Жели Фредерик Пёрье |
|        |       |        |       |                                                                                 |
|        |       |        |       |                                                                                 |
|        |       |        |       |                                                                                 |
|        |       |        |       |                                                                                 |
|        |       |        |       |                                                                                 |
| 18 мин | Штраф | 37 мин |       |                                                                                 |
|        |       |        |       |                                                                                 |
|        | 43    | Броски | 36    |                                                                                 |

| 17 ноября 2018 20:00 | Гомель | 2 : 1 (0:1, 1:0, 0:1) | Лион | Ледовая арена Шарлемань, Лион Зрителей: 2006 |

| Отчёт  | Отчёт | Отчёт  | Отчёт | Отчёт                                                                                |
| ------ | ----- | ------ | ----- | ------------------------------------------------------------------------------------ |
|        |       |        |       |                                                                                      |
|        |       |        |       | Судьи: Павел Халас юн. Кшиштоф Козловский Линейные судьи: Жереми Души Гвилерм Маргри |
|        |       |        |       |                                                                                      |
|        |       |        |       |                                                                                      |
|        |       |        |       |                                                                                      |
|        |       |        |       |                                                                                      |
|        |       |        |       |                                                                                      |
| 12 мин | Штраф | 10 мин |       |                                                                                      |
|        |       |        |       |                                                                                      |
|        | 29    | Броски | 24    |                                                                                      |

| 18 ноября 2018 14:00 | Арлан | 3 : 0 (2:0, 1:0, 0:0) | Гомель | Ледовая арена Шарлемань, Лион Зрителей: 205 |

| Отчёт | Отчёт | Отчёт  | Отчёт | Отчёт                                                                                |
| ----- | ----- | ------ | ----- | ------------------------------------------------------------------------------------ |
|       |       |        |       |                                                                                      |
|       |       |        |       | Судьи: Лукас Кольмюллер Кшиштоф Козловский Линейные судьи: Гийом Жели Гвилерм Маргри |
|       |       |        |       |                                                                                      |
|       |       |        |       |                                                                                      |
|       |       |        |       |                                                                                      |
|       |       |        |       |                                                                                      |
|       |       |        |       |                                                                                      |
| 4 мин | Штраф | 6 мин  |       |                                                                                      |
|       |       |        |       |                                                                                      |
|       | 33    | Броски | 22    |                                                                                      |

| 18 ноября 2018 18:00 | Курбадс | 3 : 2 (1:1, 0:0, 2:1) | Лион | Ледовая арена Шарлемань, Лион Зрителей: 1452 |

| Отчёт  | Отчёт | Отчёт  | Отчёт | Отчёт                                                                           |
| ------ | ----- | ------ | ----- | ------------------------------------------------------------------------------- |
|        |       |        |       |                                                                                 |
|        |       |        |       | Судьи: Павел Халас юн. Миро Смердель Линейные судьи: Жереми Души Фредерик Пёрье |
|        |       |        |       |                                                                                 |
|        |       |        |       |                                                                                 |
|        |       |        |       |                                                                                 |
|        |       |        |       |                                                                                 |
|        |       |        |       |                                                                                 |
| 12 мин | Штраф | 10 мин |       |                                                                                 |
|        |       |        |       |                                                                                 |
|        | 27    | Броски | 44    |                                                                                 |

### Группа E
| М | Команда          | И | В | ВО | ПО | П | ШЗ | ШП | РШ  | О |
| - | ---------------- | - | - | -- | -- | - | -- | -- | --- | - |
| 1 | Белфаст Джайантс | 3 | 2 | 0  | 0  | 1 | 12 | 6  | +6  | 6 |
| 2 | Катовице         | 3 | 2 | 0  | 0  | 1 | 10 | 5  | +5  | 6 |
| 3 | Медвешчак        | 3 | 2 | 0  | 0  | 1 | 6  | 7  | -1  | 6 |
| 4 | Риттен Спорт     | 3 | 0 | 0  | 0  | 3 | 3  | 13 | -10 | 0 |

Время местное (UTC+0).
| 15 ноября 2018 15:00 | Катовице | 4 : 0 (1:0, 2:0, 1:0) | Риттен Спорт | SSE Арена, Белфаст Зрителей: 200 |

| Отчёт  | Отчёт | Отчёт  | Отчёт | Отчёт |
| ------ | ----- | ------ | ----- | ----- |
|        |       |        |       |       |
|        |       |        |       |       |
|        |       |        |       |       |
|        |       |        |       |       |
|        |       |        |       |       |
|        |       |        |       |       |
|        |       |        |       |       |
| 12 мин | Штраф | 6 мин  |       |       |
|        |       |        |       |       |
|        | 39    | Броски | 28    |       |

| 15 ноября 2018 19:00 | Медвешчак | 0 : 4 (0:1, 0:1, 0:2) | Белфаст Джайантс | SSE Арена, Белфаст Зрителей: 2929 |

| Отчёт  | Отчёт | Отчёт  | Отчёт | Отчёт |
| ------ | ----- | ------ | ----- | ----- |
|        |       |        |       |       |
|        |       |        |       |       |
|        |       |        |       |       |
|        |       |        |       |       |
|        |       |        |       |       |
|        |       |        |       |       |
|        |       |        |       |       |
| 22 мин | Штраф | 20 мин |       |       |
|        |       |        |       |       |
|        | 34    | Броски | 36    |       |

| 16 ноября 2018 15:00 | Катовице | 2 : 3 (0:2, 1:0, 1:1) | Медвешчак | SSE Арена, Белфаст Зрителей: 642 |

| Отчёт  | Отчёт | Отчёт  | Отчёт | Отчёт |
| ------ | ----- | ------ | ----- | ----- |
|        |       |        |       |       |
|        |       |        |       |       |
|        |       |        |       |       |
|        |       |        |       |       |
|        |       |        |       |       |
|        |       |        |       |       |
|        |       |        |       |       |
| 12 мин | Штраф | 20 мин |       |       |
|        |       |        |       |       |
|        | 29    | Броски | 34    |       |

| 16 ноября 2018 19:00 | Белфаст Джайантс | 6 : 2 (2:2, 2:0, 2:0) | Риттен Спорт | SSE Арена, Белфаст Зрителей: 3595 |

| Отчёт  | Отчёт | Отчёт  | Отчёт | Отчёт |
| ------ | ----- | ------ | ----- | ----- |
|        |       |        |       |       |
|        |       |        |       |       |
|        |       |        |       |       |
|        |       |        |       |       |
|        |       |        |       |       |
|        |       |        |       |       |
|        |       |        |       |       |
| 37 мин | Штраф | 31 мин |       |       |
|        |       |        |       |       |
|        | 45    | Броски | 32    |       |

| 17 ноября 2018 15:00 | Риттен Спорт | 1 : 3 (0:1, 0:0, 1:2) | Медвешчак | SSE Арена, Белфаст Зрителей: 578 |

| Отчёт | Отчёт | Отчёт  | Отчёт | Отчёт |
| ----- | ----- | ------ | ----- | ----- |
|       |       |        |       |       |
|       |       |        |       |       |
|       |       |        |       |       |
|       |       |        |       |       |
|       |       |        |       |       |
|       |       |        |       |       |
|       |       |        |       |       |
| 6 мин | Штраф | 16 мин |       |       |
|       |       |        |       |       |
|       | 24    | Броски | 46    |       |

| 17 ноября 2018 19:00 | Белфаст Джайантс | 2 : 4 (1:0, 1:2, 0:2) | Катовице | SSE Арена, Белфаст Зрителей: 5618 |

| Отчёт  | Отчёт | Отчёт  | Отчёт | Отчёт |
| ------ | ----- | ------ | ----- | ----- |
|        |       |        |       |       |
|        |       |        |       |       |
|        |       |        |       |       |
|        |       |        |       |       |
|        |       |        |       |       |
|        |       |        |       |       |
|        |       |        |       |       |
| 37 мин | Штраф | 12 мин |       |       |
|        |       |        |       |       |
|        | 29    | Броски | 31    |       |

## Суперфинал
Суперфинал прошёл с 11 по 13 января 2019 года в Белфасте.

### Судьи
| Главные судьи - Мартин Франо - Андреас Кох - Александре Гарон - Ладислав Сметана - Гордон Шукис | Линейные судьи - Эндрю Кук - Роберт Пуллар - Мартин Йоббадь - Юп Лермакерс - Скотт Роджер - Торнике Кахава |  |

### Турнир
|  | Победитель Континентального кубка по хоккею с шайбой 2018/19 |

| М | Команда          | И | В | ВО | ПО | П | ШЗ | ШП | РШ  | О |
| - | ---------------- | - | - | -- | -- | - | -- | -- | --- | - |
| 1 | Арлан Кокшетау   | 3 | 2 | 1  | 0  | 0 | 15 | 6  | +9  | 8 |
| 2 | Белфаст Джайантс | 3 | 2 | 0  | 1  | 0 | 11 | 5  | +6  | 7 |
| 3 | ХК Катовице      | 3 | 1 | 0  | 0  | 2 | 9  | 8  | +1  | 3 |
| 4 | ХК Гомель        | 3 | 0 | 0  | 0  | 3 | 2  | 18 | -16 | 0 |

Время местное (UTC+0).
| 11 января 2019 15:00 | ХК Катовице | 2 : 4 (0:3, 2:0, 0:1) | Арлан Кокшетау | SSE Арена, Белфаст |

| Отчёт                                                                                                   | Отчёт                                         | Отчёт | Отчёт                         | Отчёт                                                                   |
| --- | --------------------------------------------- | --- | ----------------------------- | ----------------------------------------------------------------------- |
| |                                               | |                               |                                                                         |
| | Кевин Линдскоуг — 00:00 — 57:40 58:59 — 59:40 | Вратари | 00:00 — 60:00 — Иван Полошков | Судьи: Мартин Франо Андреас Кох Линейные судьи: Эндрю Кук Роберт Пуллар |
| | Голы:                                         | |                               | Судьи: Мартин Франо Андреас Кох Линейные судьи: Эндрю Кук Роберт Пуллар |
| Нико Тухканен (бол.) - 23:40 (Дж. Рохтла, И. Лаакконен) Джесси Рохтла - 27:16 (И. Лаакконен, М. Цакаик) | 0:1 0:2 0:3 1:3 2:3 2:4                       | 11:44 - Константин Савенков (Д. Клемешов, И. Киселёв) 14:13 - Станислав Боровиков (бол.) (В. Бердников, И. Киселёв) 18:00 - Дмитрий Потайчук (бол.) (И. Киселёв, К. Савенков) 54:21 - Денис Клемешов (А. Нестеров) |                               | Судьи: Мартин Франо Андреас Кох Линейные судьи: Эндрю Кук Роберт Пуллар |
| |                                               | |                               | Судьи: Мартин Франо Андреас Кох Линейные судьи: Эндрю Кук Роберт Пуллар |
| |                                               | |                               | Судьи: Мартин Франо Андреас Кох Линейные судьи: Эндрю Кук Роберт Пуллар |
| |                                               | |                               | Судьи: Мартин Франо Андреас Кох Линейные судьи: Эндрю Кук Роберт Пуллар |
| 6 мин                                                                                                   | Штраф                                         | 8 мин |                               | Судьи: Мартин Франо Андреас Кох Линейные судьи: Эндрю Кук Роберт Пуллар |
| |                                               | |                               |                                                                         |
| | 21                                            | Броски | 20                            |                                                                         |

| 11 января 2019 19:00 | Белфаст Джайантс | 5 : 0 (1:0, 1:0, 3:0) | ХК Гомель | SSE Арена, Белфаст Зрителей: 3728 |

| Отчёт | Отчёт                              | Отчёт   | Отчёт                          | Отчёт                                                                                |
| --- | ---------------------------------- | ------- | ------------------------------ | ------------------------------------------------------------------------------------ |
| |                                    |         |                                |                                                                                      |
| | Тайлер Бескоровани - 00:00 — 60:00 | Вратари | 00:00 — 60:00 — Роман Бобарыко | Судьи: Александре Гарон Ладислав Сметана Линейные судьи: Мартин Йоббадь Юп Лермакерс |
| | Голы:                              |         |                                | Судьи: Александре Гарон Ладислав Сметана Линейные судьи: Мартин Йоббадь Юп Лермакерс |
| Дэвид Резерфорд - 17:54 (Куртис Леонард, Джош Роач) Патрик Дуайер - 21:58 (Крис Хиггинс, Кайл Баун) Дарси Мерфи (бол.) - 44:02 (Дэвид Резерфорд, Джим Вандермеер) Колин Шилдс - 50:20 (Дарси Мерфи, Джим Вандермеер) Крис Хиггинс (бол.) - 57:41 (Патрик Дуайер, Кайл Баун) | 1:0 2:0 3:0 4:0 5:0                |         |                                | Судьи: Александре Гарон Ладислав Сметана Линейные судьи: Мартин Йоббадь Юп Лермакерс |
| |                                    |         |                                | Судьи: Александре Гарон Ладислав Сметана Линейные судьи: Мартин Йоббадь Юп Лермакерс |
| |                                    |         |                                | Судьи: Александре Гарон Ладислав Сметана Линейные судьи: Мартин Йоббадь Юп Лермакерс |
| |                                    |         |                                | Судьи: Александре Гарон Ладислав Сметана Линейные судьи: Мартин Йоббадь Юп Лермакерс |
| 6 мин | Штраф                              | 10 мин  |                                | Судьи: Александре Гарон Ладислав Сметана Линейные судьи: Мартин Йоббадь Юп Лермакерс |
| |                                    |         |                                |                                                                                      |
| | 36                                 | Броски  | 13                             |                                                                                      |

| 12 января 2019 15:00 | Арлан Кокшетау | 8 : 2 (4:0, 3:1, 1:1) | ХК Гомель | SSE Арена, Белфаст Зрителей: 1102 |

| Отчёт | Отчёт                                   | Отчёт                                                                                   | Отчёт                                                          | Отчёт                                                                           |
| --- | --------------------------------------- | --------------------------------------------------------------------------------------- | -------------------------------------------------------------- | ------------------------------------------------------------------------------- |
| |                                         |                                                                                         |                                                                |                                                                                 |
| | Михаил Демидов - 00:00 — 60:00          | Вратари                                                                                 | 00:00 — 07:53 — Роман Бобарыко 07:53 — 60:00 — Алексей Мерзлов | Судьи: Гордон Шукис Ладислав Сметана Линейные судьи: Скотт Роджер Роберт Пуллар |
| | Голы:                                   |                                                                                         |                                                                | Судьи: Гордон Шукис Ладислав Сметана Линейные судьи: Скотт Роджер Роберт Пуллар |
| Иван Киселёв — 05:11 (Константин Савенков) Дмитрий Потайчук — 07:53 (Константин Савенков) Вадим Бердников — 09:54 (Владимир Малевич) Алексей Анциферов — 11:42 (Антон Петров) Дмитрий Потайчук — 25:03 (Иван Киселёв, Константин Савенков) Антон Петров (Б) — 26:45 Александр Нестеров — 37:33 (Евгений Гасников) Станислав Боровиков — 49:00 (Вадим Ермолаев, Дмитрий Шитиков) | 1:0 2:0 3:0 4:0 5:0 6:0 6:1 7:1 8:1 8:2 | 30:35 - Антон Точилкин (бол.) 59:56 - Евгений Саломонов (Николай Сусло, Павел Мусиенко) |                                                                | Судьи: Гордон Шукис Ладислав Сметана Линейные судьи: Скотт Роджер Роберт Пуллар |
| |                                         |                                                                                         |                                                                | Судьи: Гордон Шукис Ладислав Сметана Линейные судьи: Скотт Роджер Роберт Пуллар |
| |                                         |                                                                                         |                                                                | Судьи: Гордон Шукис Ладислав Сметана Линейные судьи: Скотт Роджер Роберт Пуллар |
| |                                         |                                                                                         |                                                                | Судьи: Гордон Шукис Ладислав Сметана Линейные судьи: Скотт Роджер Роберт Пуллар |
| 6 мин | Штраф                                   | 4 мин                                                                                   |                                                                | Судьи: Гордон Шукис Ладислав Сметана Линейные судьи: Скотт Роджер Роберт Пуллар |
| |                                         |                                                                                         |                                                                |                                                                                 |
| | 41                                      | Броски                                                                                  | 6                                                              |                                                                                 |

| 12 января 2019 19:00 | Белфаст Джайантс | 4 : 2 (1:0, 1:2, 2:0) | ХК Катовице | SSE Арена, Белфаст Зрителей: 4572 |

| Отчёт | Отчёт                              | Отчёт | Отчёт                           | Отчёт                                                                             |
| --- | ---------------------------------- | --- | ------------------------------- | --------------------------------------------------------------------------------- |
| |                                    | |                                 |                                                                                   |
| | Тайлер Бескоровани — 00:00 — 60:00 | Вратари | 00:00 — 60:00 — Кевин Линдскоуг | Судьи: Андреас Кох Александре Гарон Линейные судьи: Мартин Йоббадь Торнике Кахава |
| | Голы:                              | |                                 | Судьи: Андреас Кох Александре Гарон Линейные судьи: Мартин Йоббадь Торнике Кахава |
| Дарси Мерфи - 17:07 (Куртис Леонард, Дэвид Резерфорд) Дарси Мерфи - 31:14 (Блэр Райли, Кендалл Макфаулл) Куртис Леонард - 40:15 (Блэр Райли) Дастин Ионер (бол.) - 31:14 (Джош Роач, Патрик Дуайер) | 1:0 1:1 2:1 2:2 3:2 4:2            | 20:14 - Джесси Рохтла (Миколай Лопуски, Йессе Юрккие) 39:51 - Янне Лаакконен (Джесси Рохтла, Душан Девечка) |                                 | Судьи: Андреас Кох Александре Гарон Линейные судьи: Мартин Йоббадь Торнике Кахава |
| |                                    | |                                 | Судьи: Андреас Кох Александре Гарон Линейные судьи: Мартин Йоббадь Торнике Кахава |
| |                                    | |                                 | Судьи: Андреас Кох Александре Гарон Линейные судьи: Мартин Йоббадь Торнике Кахава |
| |                                    | |                                 | Судьи: Андреас Кох Александре Гарон Линейные судьи: Мартин Йоббадь Торнике Кахава |
| 10 мин | Штраф                              | 48 мин |                                 | Судьи: Андреас Кох Александре Гарон Линейные судьи: Мартин Йоббадь Торнике Кахава |
| |                                    | |                                 |                                                                                   |
| | 47                                 | Броски | 28                              |                                                                                   |

| 13 января 2019 13:00 | ХК Гомель | 0 : 5 (0:2, 0:2, 0:1) | ХК Катовице | SSE Арена, Белфаст Зрителей: 726 |

| Отчёт  | Отчёт | Отчёт  | Отчёт | Отчёт                                                                      |
| ------ | ----- | ------ | ----- | -------------------------------------------------------------------------- |
|        |       |        |       |                                                                            |
|        |       |        |       | Судьи: Андреас Кох Ладислав Сметана Линейные судьи: Эндрю Кук Скотт Роджер |
|        |       |        |       |                                                                            |
|        |       |        |       |                                                                            |
|        |       |        |       |                                                                            |
|        |       |        |       |                                                                            |
|        |       |        |       |                                                                            |
| 28 мин | Штраф | 10 мин |       |                                                                            |
|        |       |        |       |                                                                            |
|        | 17    | Броски | 44    |                                                                            |

| 13 января 2019 17:00 | Арлан Кокшетау | 3 : 2(Б) (2:0, 0:0, 0:2, 0:0, 1:0) | Белфаст Джайантс | SSE Арена, Белфаст |

| Отчёт | Отчёт | Отчёт  | Отчёт | Отчёт                                                                        |
| ----- | ----- | ------ | ----- | ---------------------------------------------------------------------------- |
|       |       |        |       |                                                                              |
|       |       |        |       | Судьи: Мартин Франо Гордон Шукис Линейные судьи: Торнике Кахава Юп Лермакерс |
|       |       |        |       |                                                                              |
|       |       |        |       |                                                                              |
|       |       |        |       |                                                                              |
|       |       |        |       |                                                                              |
|       |       |        |       |                                                                              |
| 8 мин | Штраф | 10 мин |       |                                                                              |
|       |       |        |       |                                                                              |
|       | 30    | Броски | 41    |                                                                              |

### Лучшие бомбардиры
| Игрок               | Команда          | И | Г | П | О | Штр | +/− |
| ------------------- | ---------------- | - | - | - | - | --- | --- |
| ROHTLA Jesse        | ХК Катовице      | 3 | 2 | 5 | 7 | 2   | +3  |
| LAAKKONEN Janne     | ХК Катовице      | 3 | 1 | 4 | 5 | 2   | +4  |
| SAVENKOV Konstantin | Арлан Кокшетау   | 3 | 1 | 4 | 5 | 0   | +3  |
| LOPUSKI Mikolaj     | ХК Катовице      | 3 | 3 | 1 | 4 | 2   | +4  |
| MURPHY Darcy        | Белфаст Джайантс | 3 | 3 | 1 | 4 | 2   | +2  |
| JYRKKIO Jesse       | ХК Катовице      | 3 | 1 | 3 | 4 | 0   | +1  |
| KISELYOV Ivan       | Арлан Кокшетау   | 3 | 1 | 3 | 4 | 0   | +4  |
| POTAICHUK Dmitri    | Арлан Кокшетау   | 3 | 3 | 0 | 3 | 0   | +2  |
| HIGGINS Chris       | Белфаст Джайантс | 3 | 2 | 1 | 3 | 4   | +1  |
| DWYER Patrick       | Белфаст Джайантс | 3 | 1 | 2 | 3 | 2   | 0   |
| LEONARD Curtis      | Белфаст Джайантс | 3 | 1 | 2 | 3 | 2   | +2  |
| NESTEROV Alexander  | Арлан Кокшетау   | 3 | 1 | 2 | 3 | 2   | +2  |
| RUTHERFORD David    | Белфаст Джайантс | 3 | 1 | 2 | 3 | 0   | +3  |

Примечание: И = Количество проведённых игр; Г = Голы; П = Голевые передачи; О = Очки; Штр = Штрафное время; +/− = Плюс-минус
По данным: 

### Лучшие вратари
По данным: IIHF

### Индивидуальные награды
Лучшие игроки:
- Вратарь: Тайлер Безкоровайный ( Белфаст Джайантс)
- Защитник: Станислав Боровиков ( Арлан Кокшетау)
- Нападающий: Дарси Мерфи ( Белфаст Джайантс)

По данным: IIHF